# 2009 MSL 서바이버 토너먼트 시즌2
2009 MSL 서바이버 토너먼트 시즌2(2009 MSL Survivor tournament Season2)는 MSL로 가기위한 하부 리그로, 18번째로 열렸다.

## 리그개요

### 대회일정
- 오프라인 예선 : 2009년 9월 29일
- 본선 : 2009년 10월 8일 ~ 2009년 10월 31일

### 경기장
- 오프라인 예선 : 용산 e스포츠 상설경기장 보조경기장
- 본선 : 문래동 Loox 히어로센터

### 맵
- 오프라인 예선 : 8강 단장의능선/데스티네이션/비잔티움3, 4강  비잔티움3/단장의능선/데스티네이션, 결승  데스티네이션/비잔티움3/단장의능선
- 본선 : 데스티네이션, 비잔티움3, 단장의능선

### 조별예선 진출자
| 1조    | 2조    | 3조    | 4조    | 5조    | 6조    | 7조    | 8조    | 9조    | 10조   |
| ------ | ------ | ------ | ------ | ------ | ------ | ------ | ------ | ------ | ------ |
| 김창희 | 박지호 | 김재춘 | 김대엽 | 박명수 | 문성진 | 이신형 | 고강민 | 신노열 | 김동현 |
| 11조   | 12조   | 13조   | 14조   | 15조   | 16조   | 17조   | 18조   | 19조   | 20조   |
| 임정현 | 김승현 | 박성준 | 박수범 | 김상욱 | 박대만 | 박재혁 | 이영한 | 손재범 | 전태양 |

### 본선 진출자 현황
- *는 시드이며, **는 팀별 상위 랭킹 면제, 뒤가 예선 통과 숫자 괄호는 (시드진출자, 팀별 상위 랭킹 면제/예선진출자)이다.

종족별 분포
- 테란(11/3) - *이영호, *정명훈, *임진묵, *진영수, *박지수, *신희승, *조병세, 민찬기, **신상문, **이재호, **박성균, 김창희, 이신형, 전태양
- 저그(5/11) - *박찬수, *마재윤, **조일장, **권수현, **신대근, 김재춘, 박명수, 문성진, 신노열, 고강민, 임정현, 김동현, 박성준, 박재혁, 이영한, 김상욱
- 프로토스(12/6) - *허영무, *진영화, *박영민, *박세정, *김구현, *이경민, **도재욱, **손찬웅, **송병구, **우정호, **윤용태, **오영종, 박지호, 김대엽, 김승현, 박수범, 손재범, 박대만

팀별 분포
- KT(4/3) - *이영호, *박지수, *박찬수, **우정호, 김재춘, 김대엽, 고강민
- CJ(5/1) - *조병세, *마재윤, *진영화, *박영민, **권수현, 손재범
- 하이트(2/4) - *이경민, **신상문, 김창희, 박명수, 문성진, 김상욱
- STX(3/2) - *진영수, *김구현, **조일장, 이신형, 박성준
- 위메이드(2/3) - *박세정, **박성균, 신노열, 이영한, 전태양
- 웅진(2/3) - *임진묵, **윤용태, 임정현, 김승현, 박대만
- MBC게임(1/3) - **이재호, 박지호, 김동현, 박수범
- SK텔레콤(2/1) - *정명훈, **도재욱, 박재혁
- 삼성전자(2) - *허영무, **송병구
- 이스트로(2) - *신희승, **신대근
- 공군(2) - 민찬기, **오영종
- 화승(1) - **손찬웅

## MSL 서바이버 토너먼트

### 48강
지난 시즌 분리형 듀얼 토너먼트에서 전의 원데이 듀얼토너먼트 방식으로 회귀하여서 경기하였다.
| 조   | 1경기  | 1경기  | 2경기  | 2경기  | 승자전 | 승자전 | 패자전 | 패자전 | 최종전 | 최종전 |
| 1조  | 정명훈 | 김대엽 | 문성진 | 박영민 | 김대엽 | 문성진 | 정명훈 | 박영민 | 문성진 | 정명훈 |
| 2조  | 진영수 | 고강민 | 박재혁 | 손찬웅 | 진영수 | 박재혁 | 고강민 | 손찬웅 | 박재혁 | 고강민 |
| 3조  | 이경민 | 전태양 | 김동현 | 진영화 | 전태양 | 진영화 | 이경민 | 김동현 | 전태양 | 김동현 |
| 4조  | 임진묵 | 도재욱 | 김재춘 | 신상문 | 도재욱 | 김재춘 | 임진묵 | 신상문 | 김재춘 | 신상문 |
| 5조  | 이영호 | 박대만 | 오영종 | 조일장 | 이영호 | 조일장 | 박대만 | 오영종 | 조일장 | 박대만 |
| 6조  | 박세정 | 박성준 | 박명수 | 민찬기 | 박세정 | 민찬기 | 박성준 | 박명수 | 박세정 | 박성준 |
| 7조  | 박지수 | 신노열 | 손재범 | 송병구 | 박지수 | 송병구 | 신노열 | 손재범 | 박지수 | 손재범 |
| 8조  | 김구현 | 임정현 | 김창희 | 권수현 | 김구현 | 김창희 | 임정현 | 권수현 | 김창희 | 임정현 |
| 9조  | 조병세 | 우정호 | 이영한 | 이재호 | 우정호 | 이재호 | 조병세 | 이영한 | 우정호 | 이영한 |
| 10조 | 허영무 | 박지호 | 박성균 | 신대근 | 허영무 | 신대근 | 박지호 | 박성균 | 허영무 | 박지호 |
| 11조 | 신희승 | 박수범 | 김승현 | 마재윤 | 신희승 | 마재윤 | 박수범 | 김승현 | 신희승 | 김승현 |
| 12조 | 박찬수 | 이신형 | 김상욱 | 윤용태 | 이신형 | 김상욱 | 박찬수 | 윤용태 | 김상욱 | 윤용태 |

### 진출자
테란 - 진영수, 이영호, 민찬기, 이재호, 이신형, 박지수
저그 - 신대근, 마재윤, 문성진, 박재혁, 김동현, 김재춘, 조일장, 박성준, 임정현, 이영한, 김상욱
프로토스 - 김대엽, 진영화, 도재욱, 송병구, 김구현, 허영무, 김승현